# Mömbris

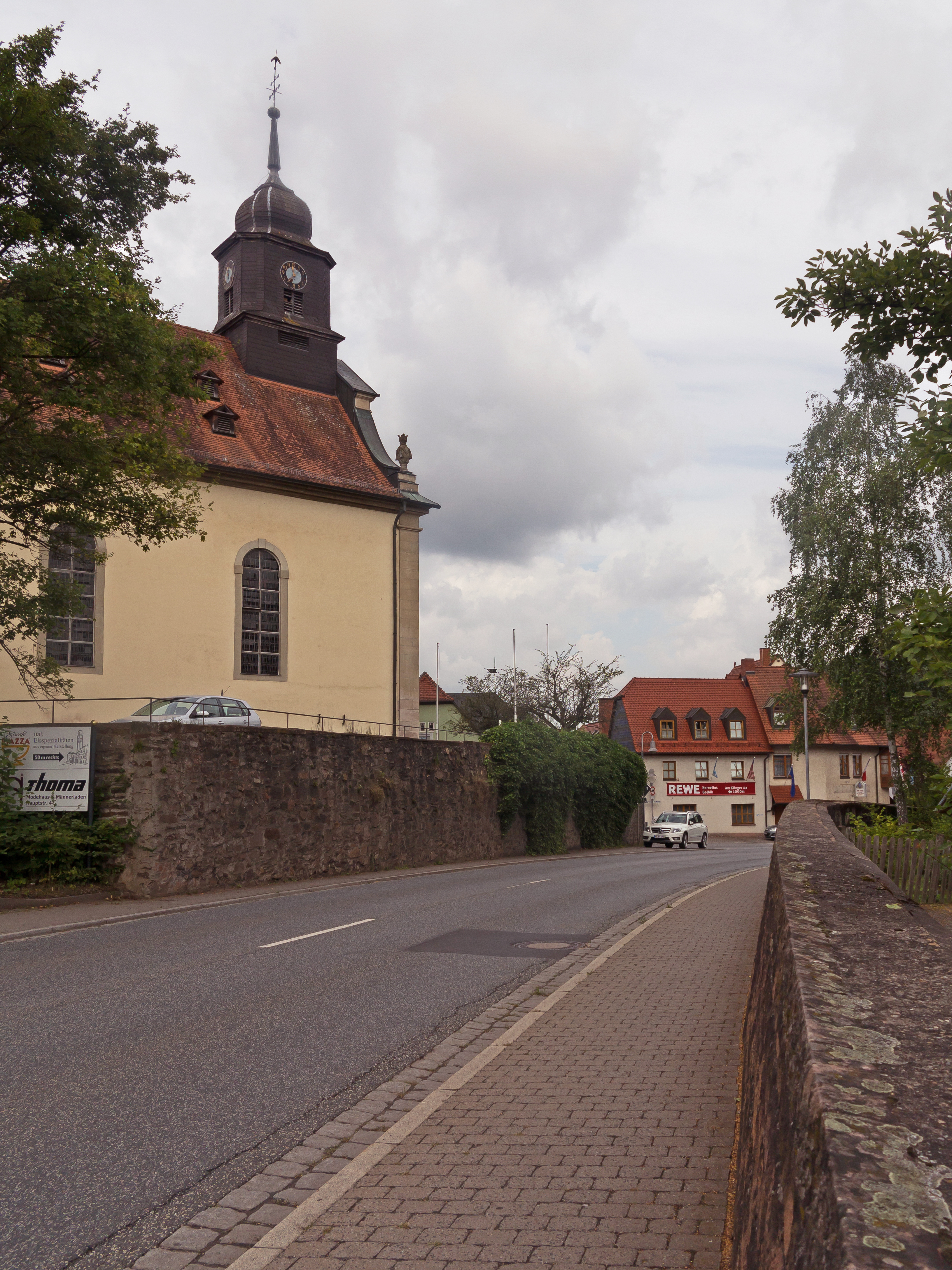
La iglesia catolica (Pfarrkirche Sankt Cyriakus) en la calle

Mömbris es un municipio alemán, ubicado en el distrito de Aschaffenburg, en la región administrativa de Baja Franconia, en el Estado federado de Baviera. Se encuentra a medio camino entre Schöllkrippen y Alzenau, en Kahlgrund, una zona al norte de Spessart.
Mömbris es el quinto municipio más grande del distrito y comprende un conjunto de 18 centros en un área de 35,92 km²; sin embargo, la mayor proporción de tierras (32,81 km²) está conformada por bosques, prados y tierras de cultivo.